# Markab tartomány
El-Markab tartomány, helyi kiejtés alapján Murgub (arabul شعبية المرقب [Šaʿbiyyat al-Marqab]) Líbia huszonkét tartományának egyike. A történelmi Tripolitánia régióban, az ország északnyugati részén fekszik: északon a Földközi-tenger, keleten és délen Miszráta tartomány, délnyugaton el-Dzsabal el-Garbi tartomány, északnyugaton pedig Tripoli tartomány határolja. Székhelye el-Humsz városa. Lakossága a 2006-os népszámlálás adatai szerint 432 202 fő.

## Fordítás
Ez a szócikk részben vagy egészben  a   Libyen#Verwaltungsgliederung című német Wikipédia-szócikk ezen változatának fordításán alapul.  Az eredeti cikk szerkesztőit annak laptörténete sorolja fel. Ez a jelzés csupán a megfogalmazás eredetét és a szerzői jogokat jelzi, nem szolgál a cikkben szereplő információk forrásmegjelöléseként.